# Flavio Cannone
Flavio Cannone (Ponte San Pietro, 5 novembre 1981) è un ginnasta italiano, specializzato nel trampolino elastico.

## Biografia
Ha rappresentato la Italia a tre edizioni consecutive dei Giochi olimpici estivi: Atene 2004, Pechino 2008 e Londra 2012, classificandosi rispettivamente 13º, 14º e 11º.
Ha gareggiato anche ai campionati del mondo di trampolino 2005, 2007, 2010, 2011, 2014 e 2015.
Ha fatto parte della spedizione italiana ai Giochi europei di Baku 2015.
Si è ritirato dalla carriera agonistica il 5 giugno 2022, a termine degli europei di Rimini.